# Église Saint-Germain de Kerlaz
L'église Saint-Germain est une église catholique située à Kerlaz, en France.

## Localisation
L'église est située dans le département français du Finistère, sur la commune de Kerlaz.

## Historique
L'édifice est classé au titre des monuments historiques en 1916 et 1941. L'église possède une statue de saint Hervé en kersanton datant de la fin du XVIe siècle.
Les vitraux réalisés par le maître-verrier Gabriel Léglise ont été inaugurés le 13 août 1918, soit presque trois mois avant l'armistice en présence de Mgr Duparc, évêque de Quimper. L'un des vitraux, situé derrière le maître-autel, est un vitrail patriotique : son médaillon représente une religieuse en cornette donnant l'extrême-onction à un soldat à l'agonie.

## Description
- L'église paroissiale Saint-Germain date des XVIe et XVIIe siècles. En forme de croix latine, elle est classée par les Monuments historiques, ainsi que son enclos paroissial, qui comprend une porte triomphale datant de 1558, un calvaire datant de 1522 et un ossuaire. Le porche sud date de 1572. Dans le chœur de l'église sont exposées les statues en pierre de Notre-Dame de Tréguron (la chapelle de Notre-Dame de Tréguron se trouve à Gouézec[4]), une Vierge allaitante, et de saint Germain d'Auxerre, patron de la paroisse ainsi que plusieurs statues en bois polychrome. Ses vitraux, commandés par le Révérend-Père Henri Le Floch[5] originaire de la paroisse, spiritain et alors supérieur du séminaire français de Rome, ont été réalisés en 1917-1918 par le peintre-verrier Gabriel Léglise[6]. L'un d'entre eux évoque la légende de la ville d’Ys, plusieurs autres évoquant l'histoire de la paroisse et la vie de saint Even[7].

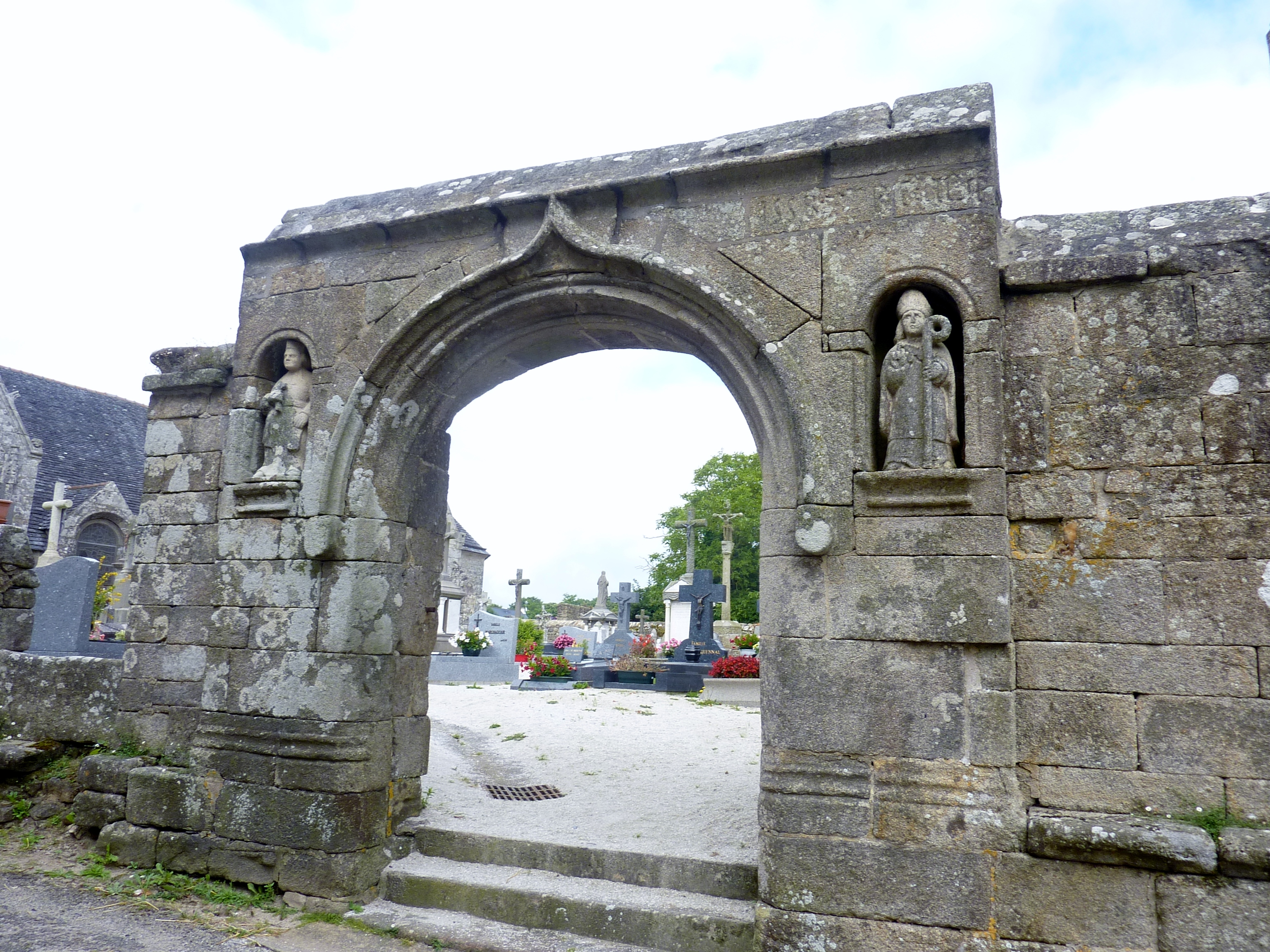
La porte triomphale de l'enclos paroissial.
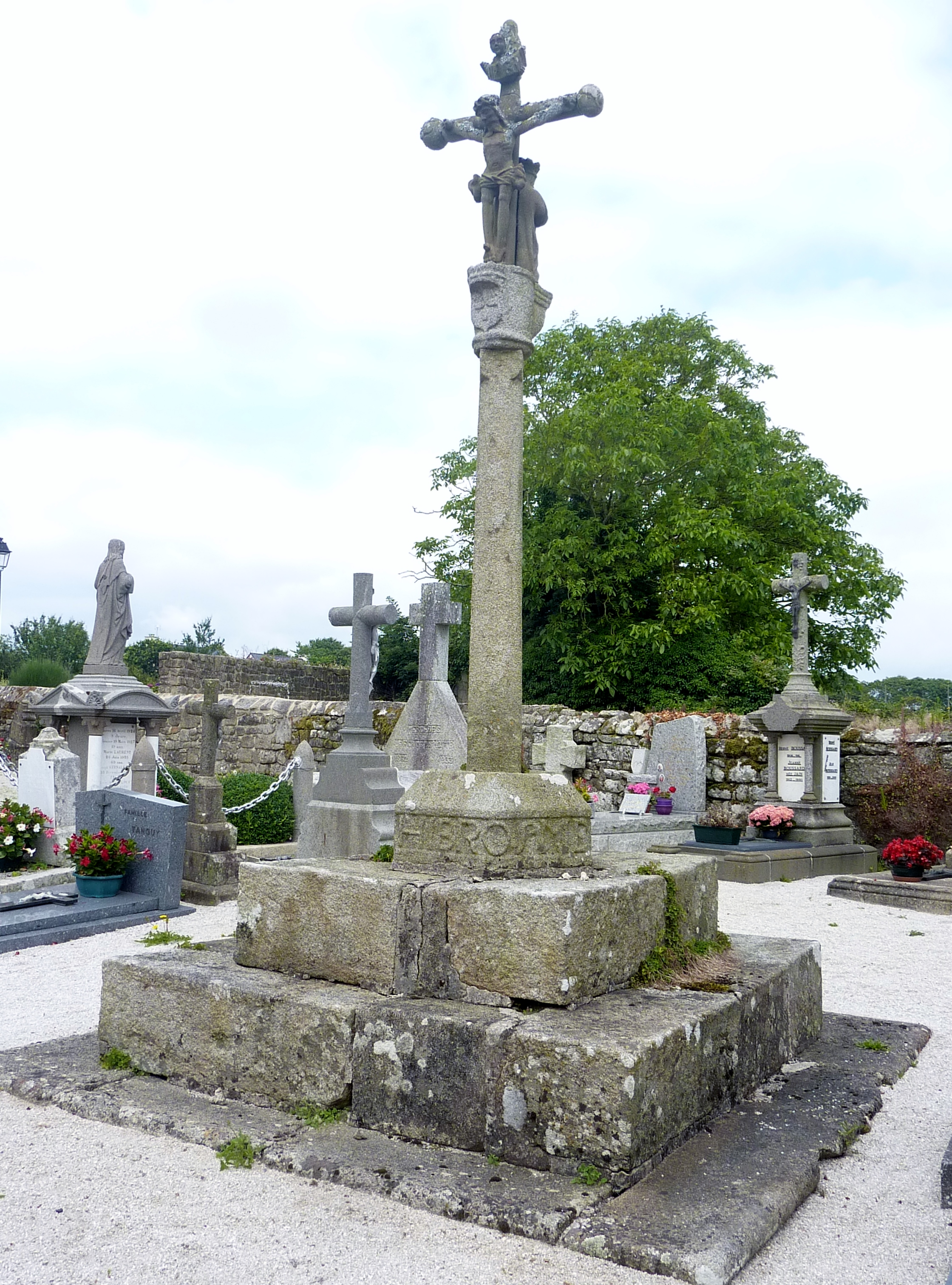
Enclos paroissial de l'église Saint-Germain : le calvaire du cimetière, vue d'ensemble.
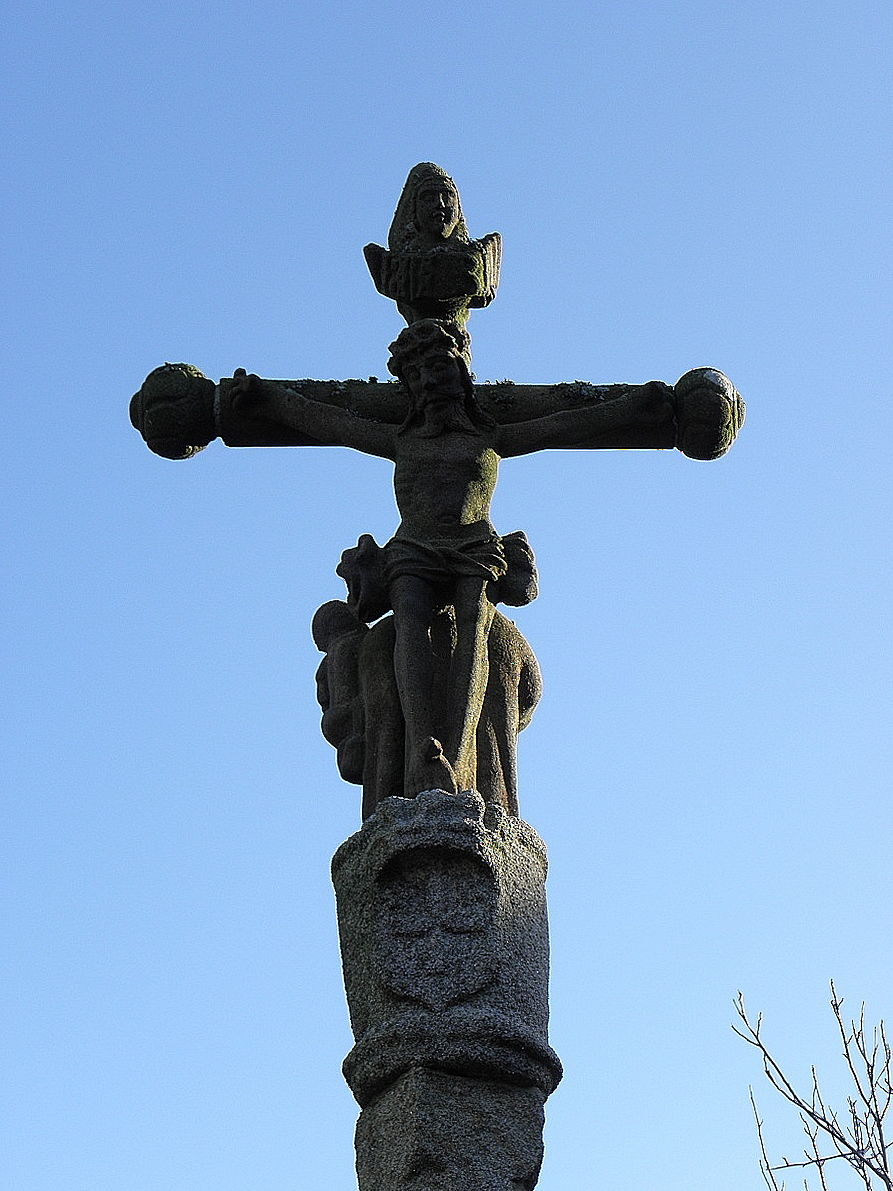
Enclos paroissial de l'église Saint-Germain : croix de cimetière et Christ en croix.
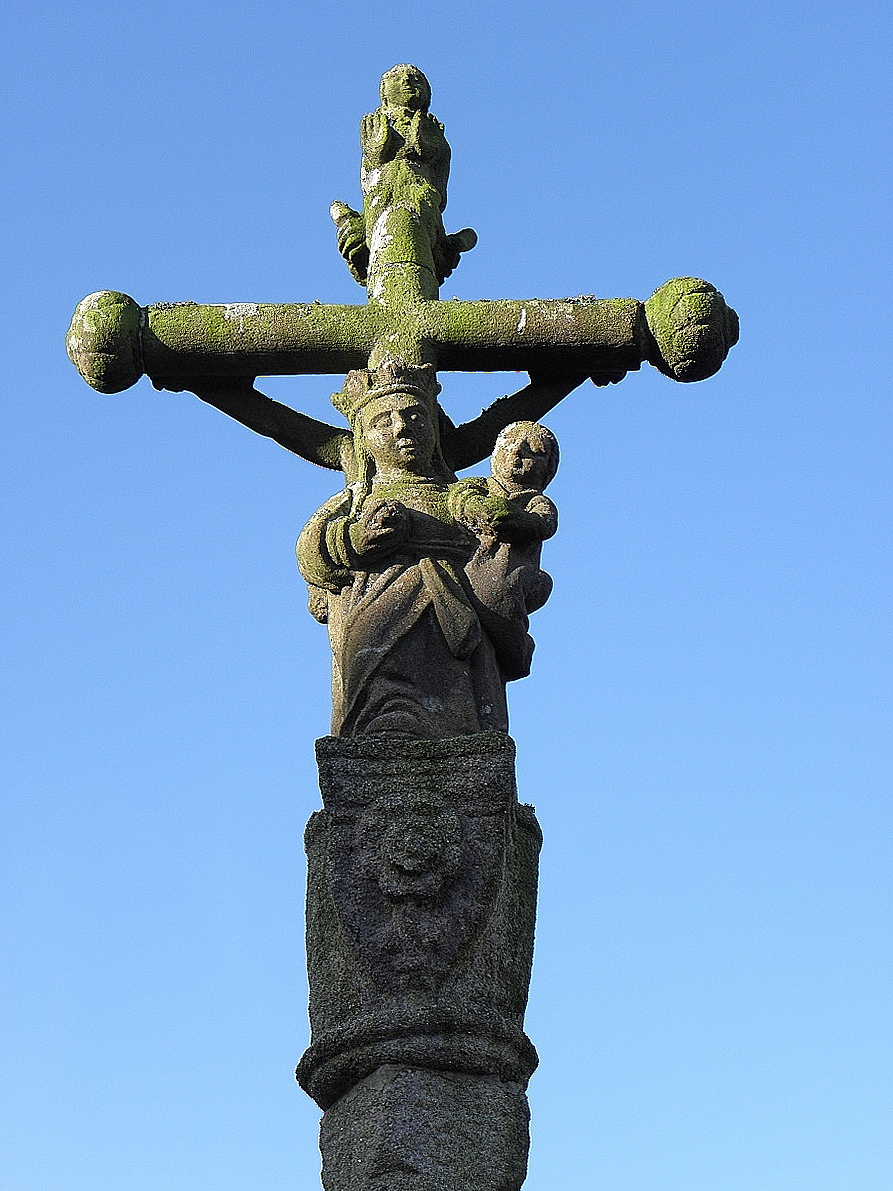
Enclos paroissial de l'église Saint-Germain : croix de cimetière et Vierge à l'Enfant.

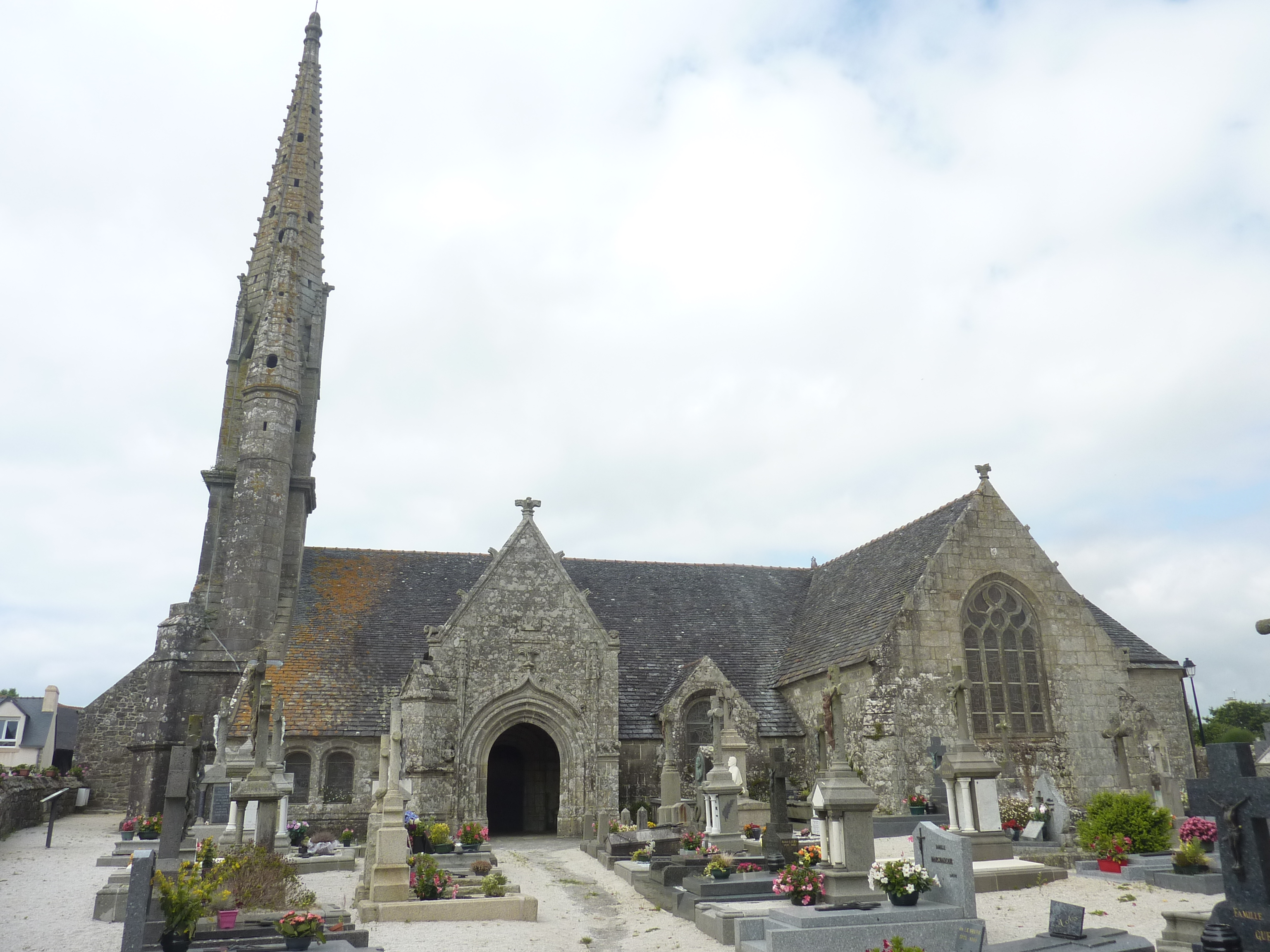
L'église paroissiale Saint-Germain : vue méridionale.
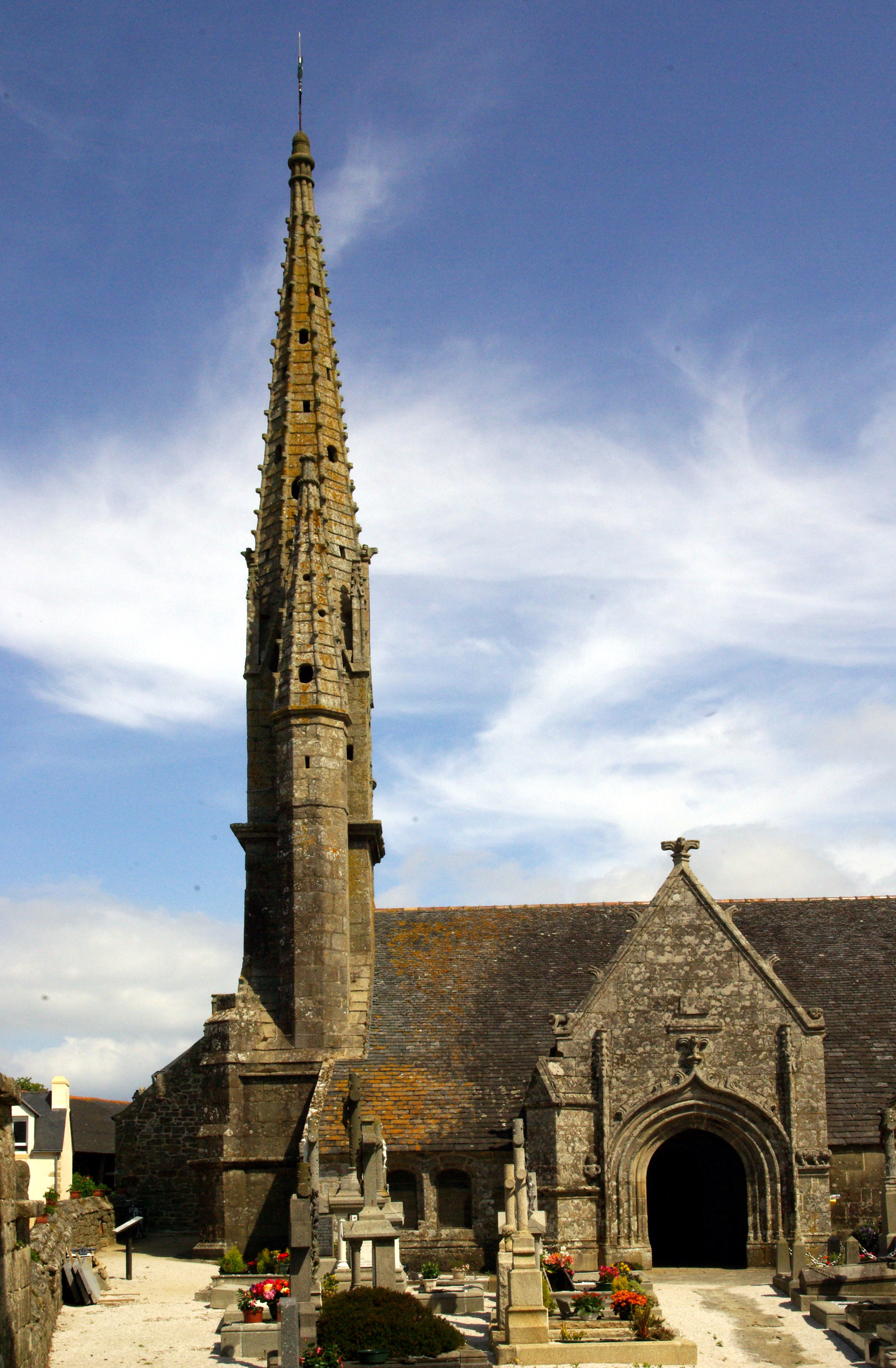
L'église paroissiale Saint-Germain : le clocher et le porche sud.
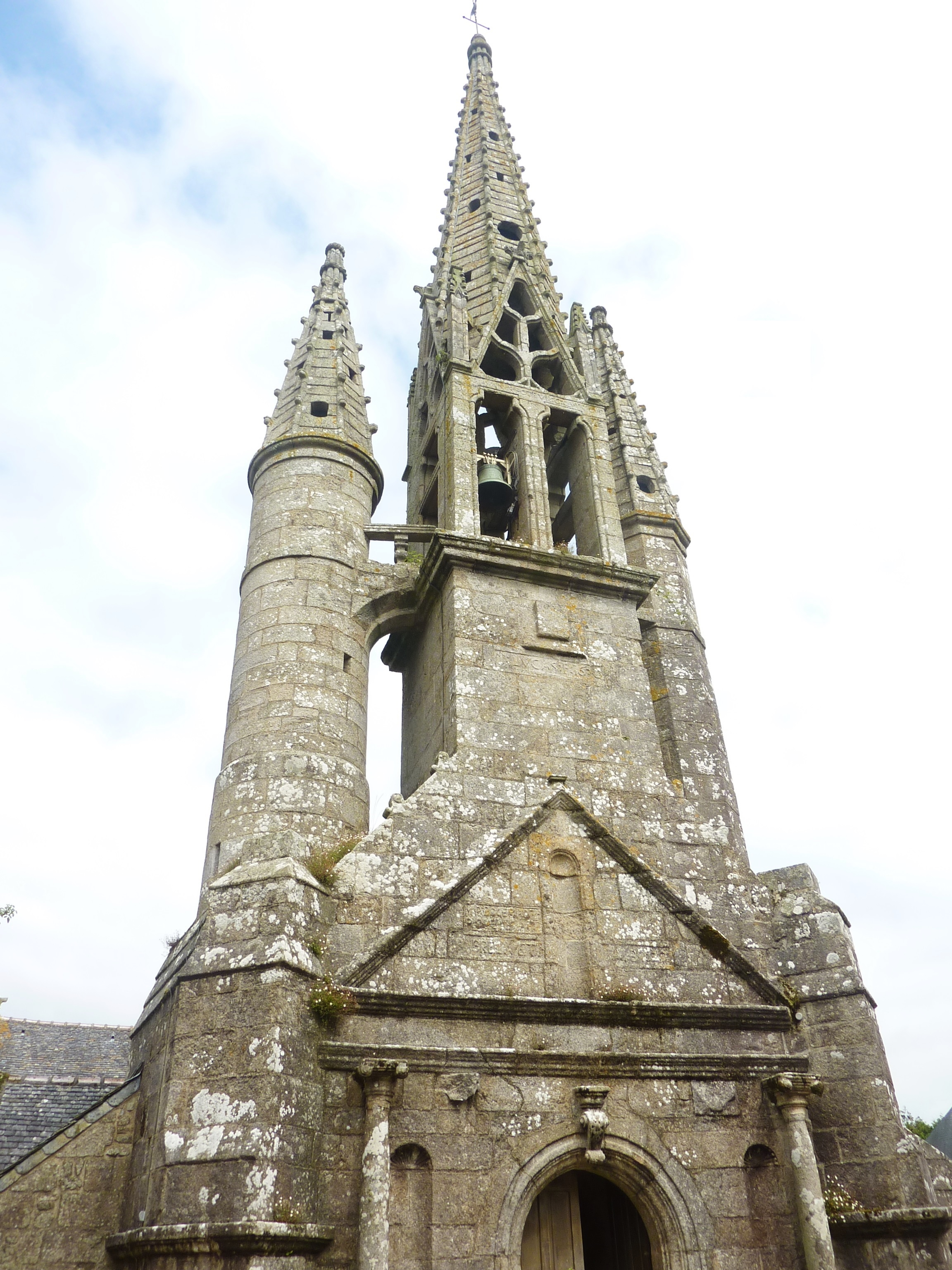
L'église paroissiale Saint-Germain : le clocher.
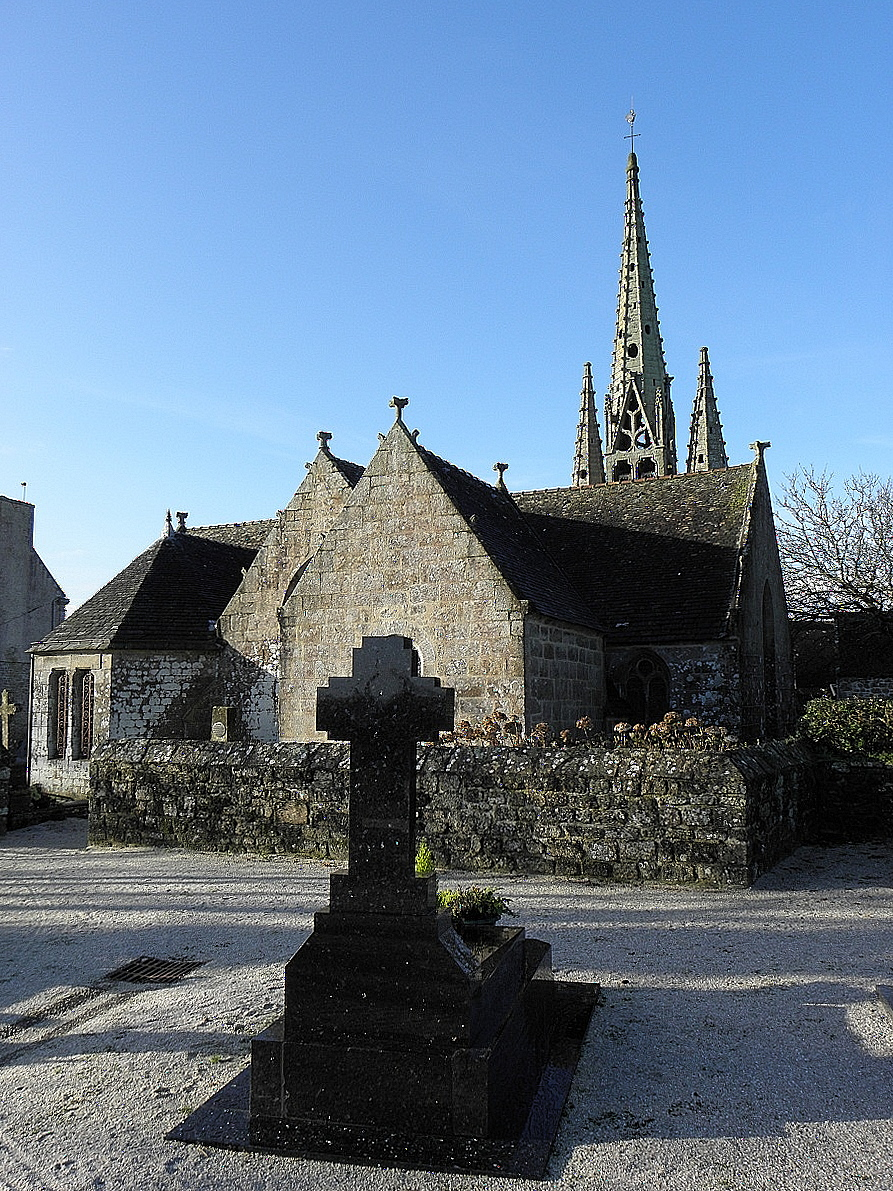
L'église paroissiale Saint-Germain : le chevet.
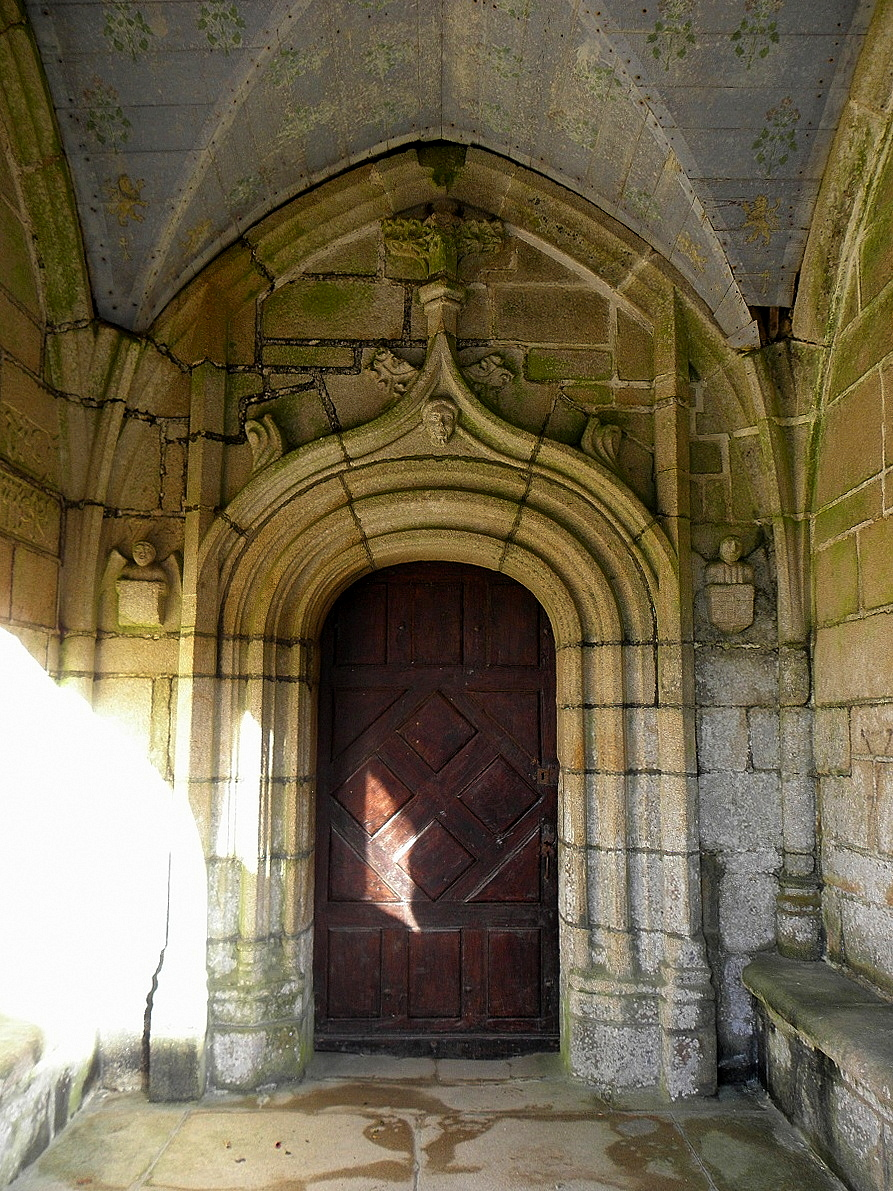
L'église paroissiale Saint-Germain : intérieur du porche sud.
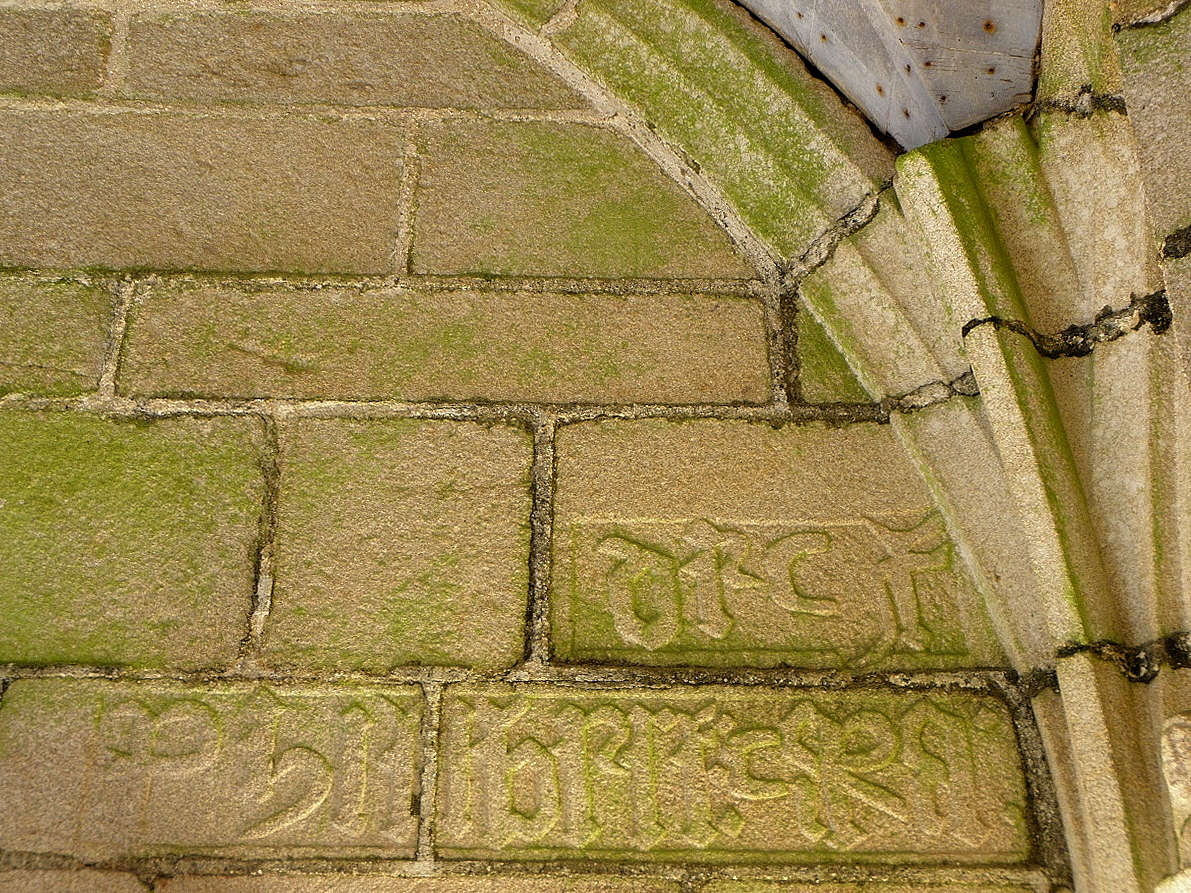
L'église paroissiale Saint-Germain : inscription à l'intérieur du porche sud.

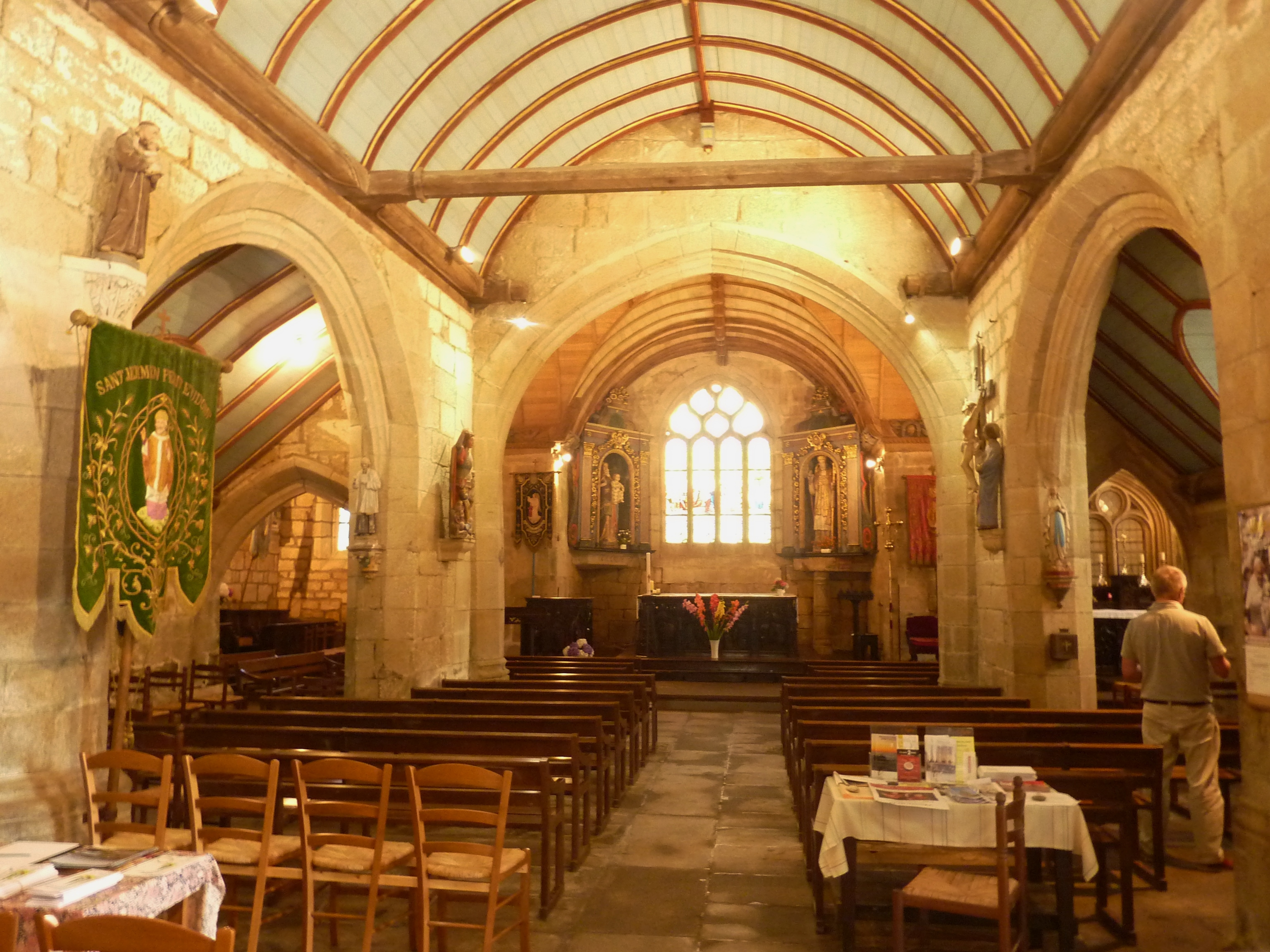
L'église paroissiale Saint-Germain : vue intérieure d'ensemble.
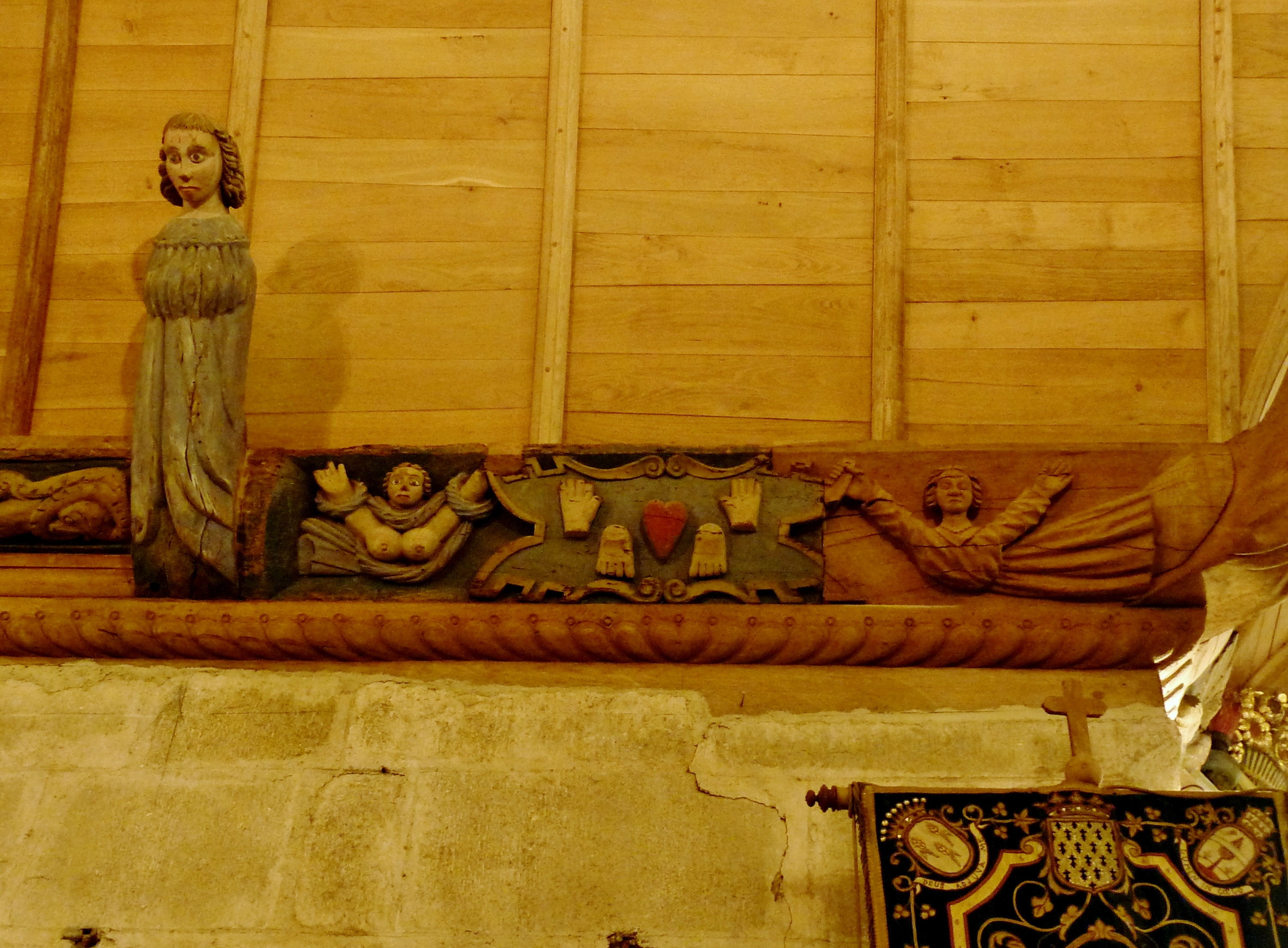
L'église paroissiale Saint-Germain : détail d'une sablière.
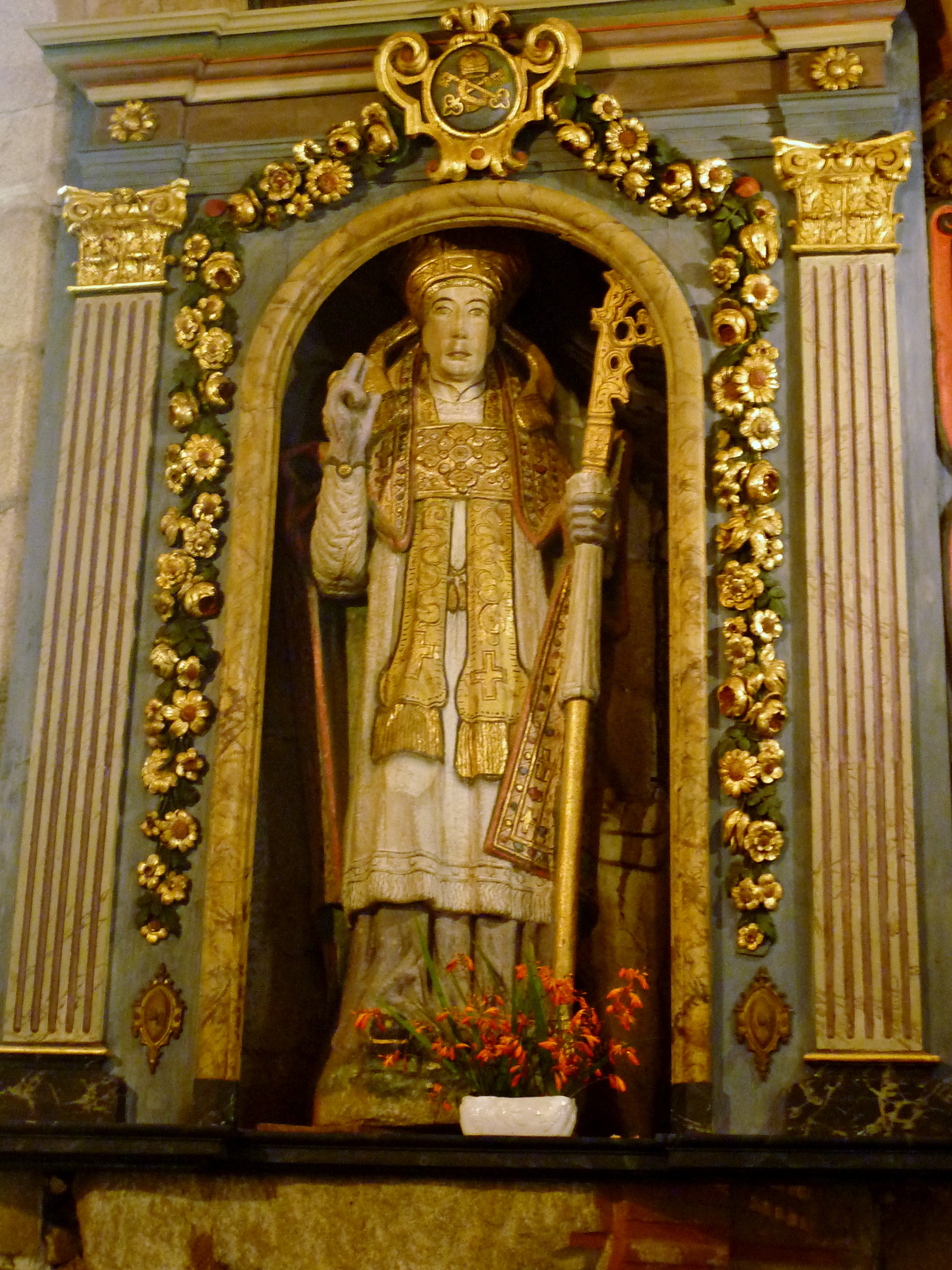
L'église paroissiale Saint-Germain : statue de saint Germain.
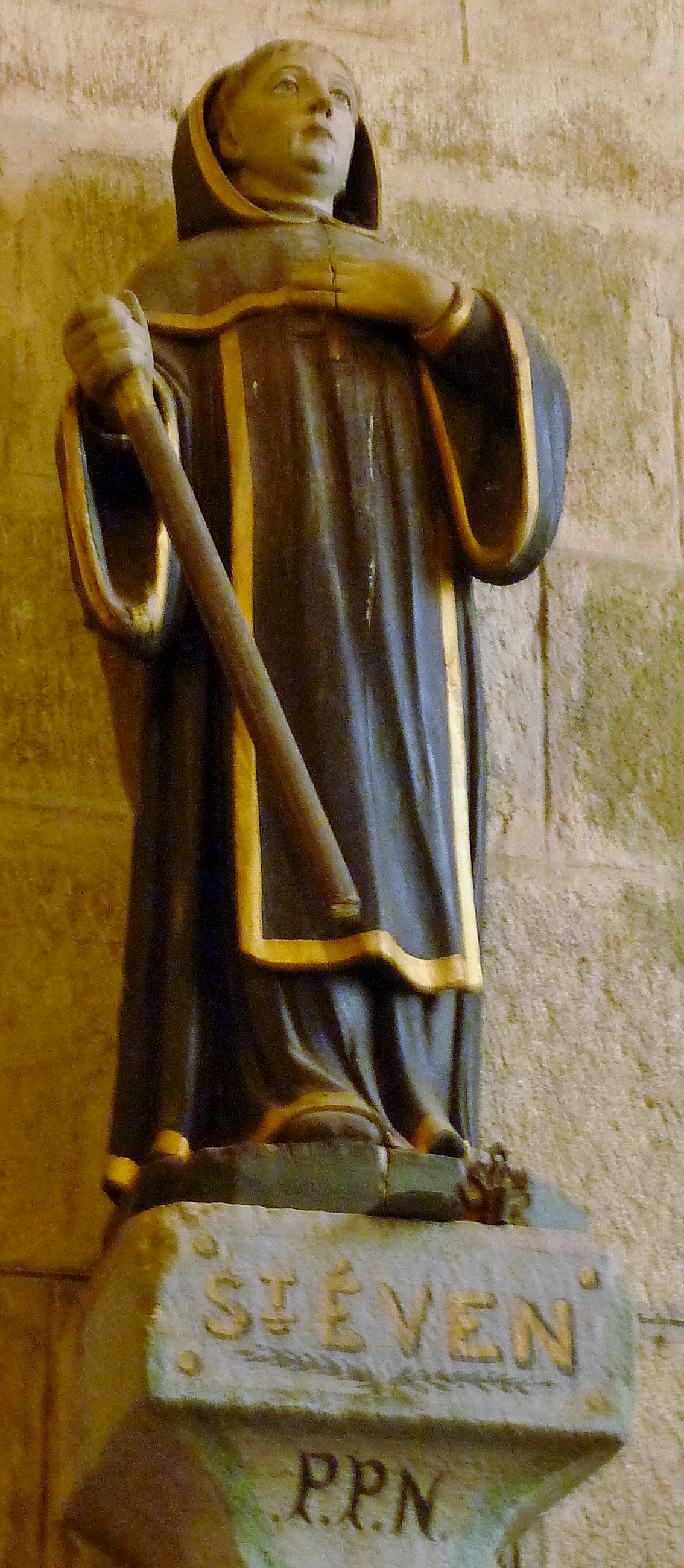
L'église paroissiale Saint-Germain : statue de saint Even.
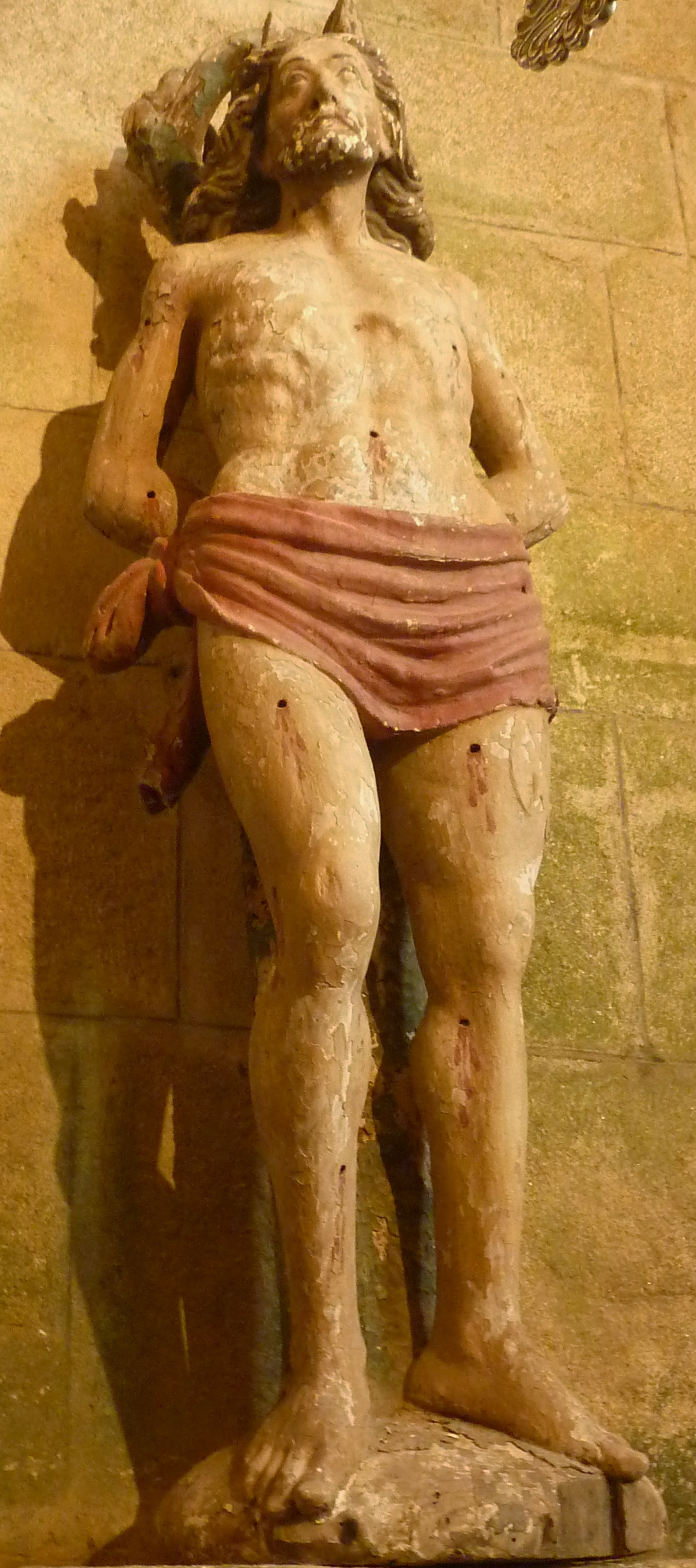
L'église paroissiale Saint-Germain : Ecce Homo datant de 1569.
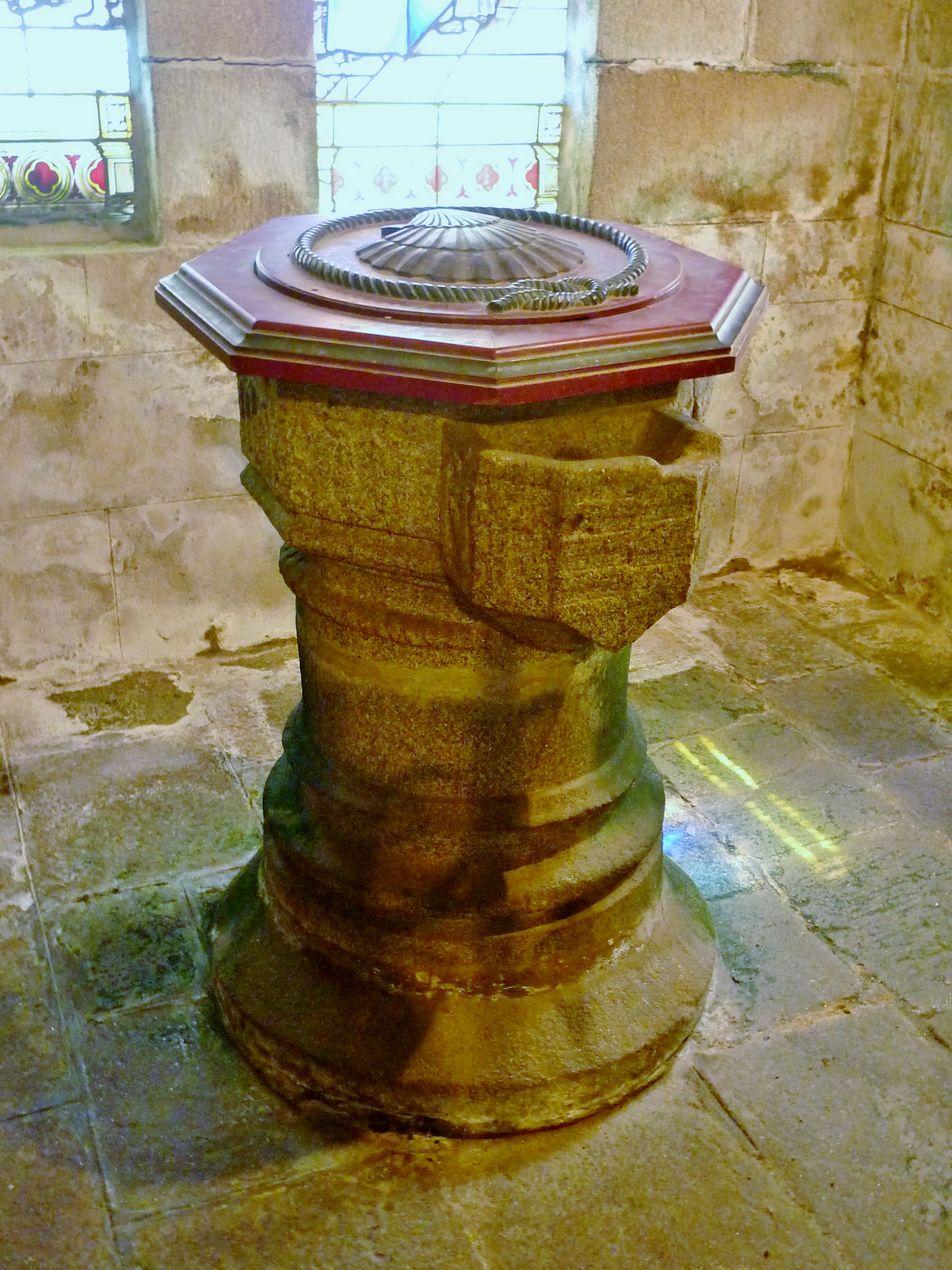
L'église paroissiale Saint-Germain : les fonts baptismaux.

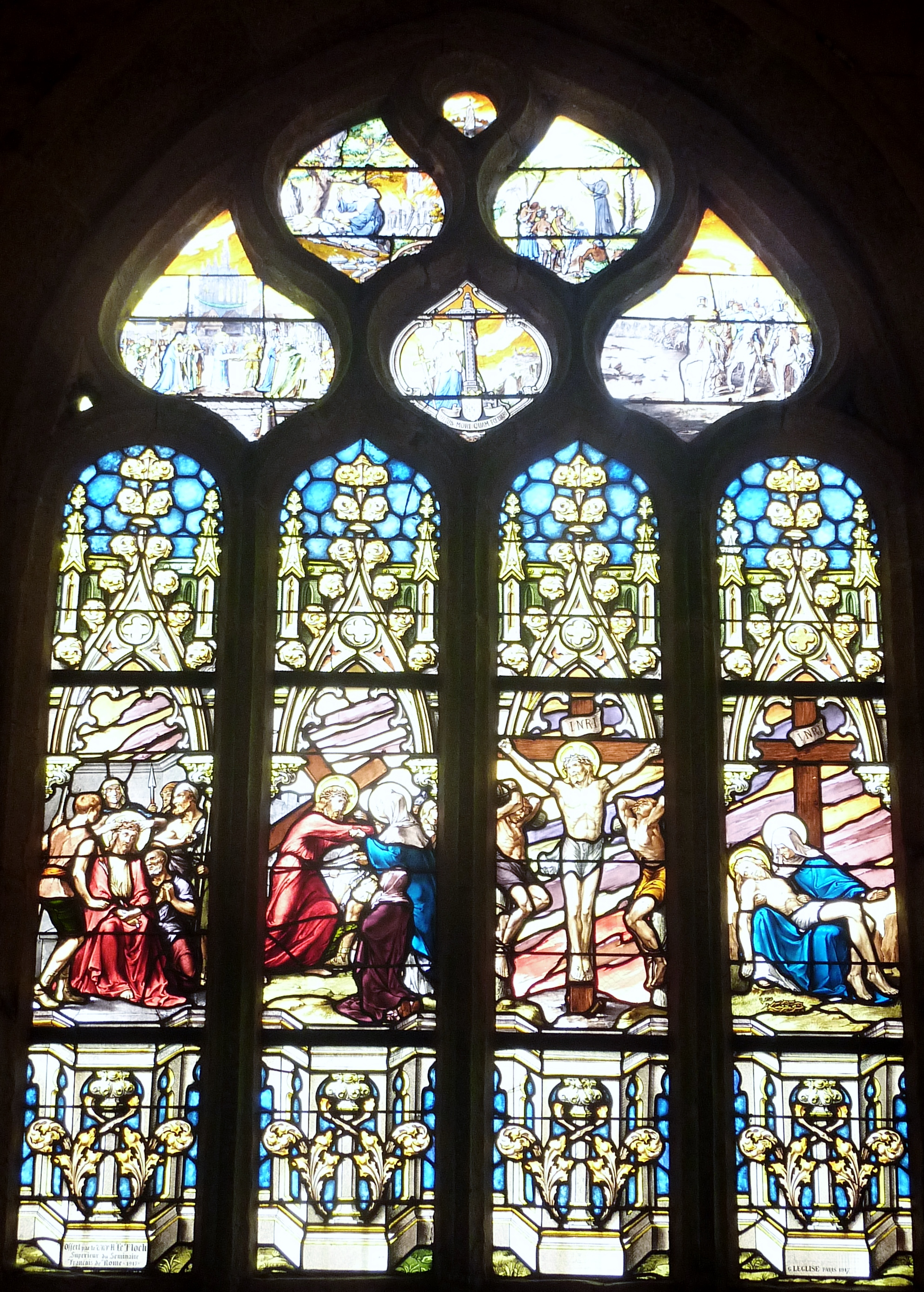
L'église paroissiale Saint-Germain : vitrail (maîtresse-vitre) de Gabriel Léglise représentant la Passion du Christ.
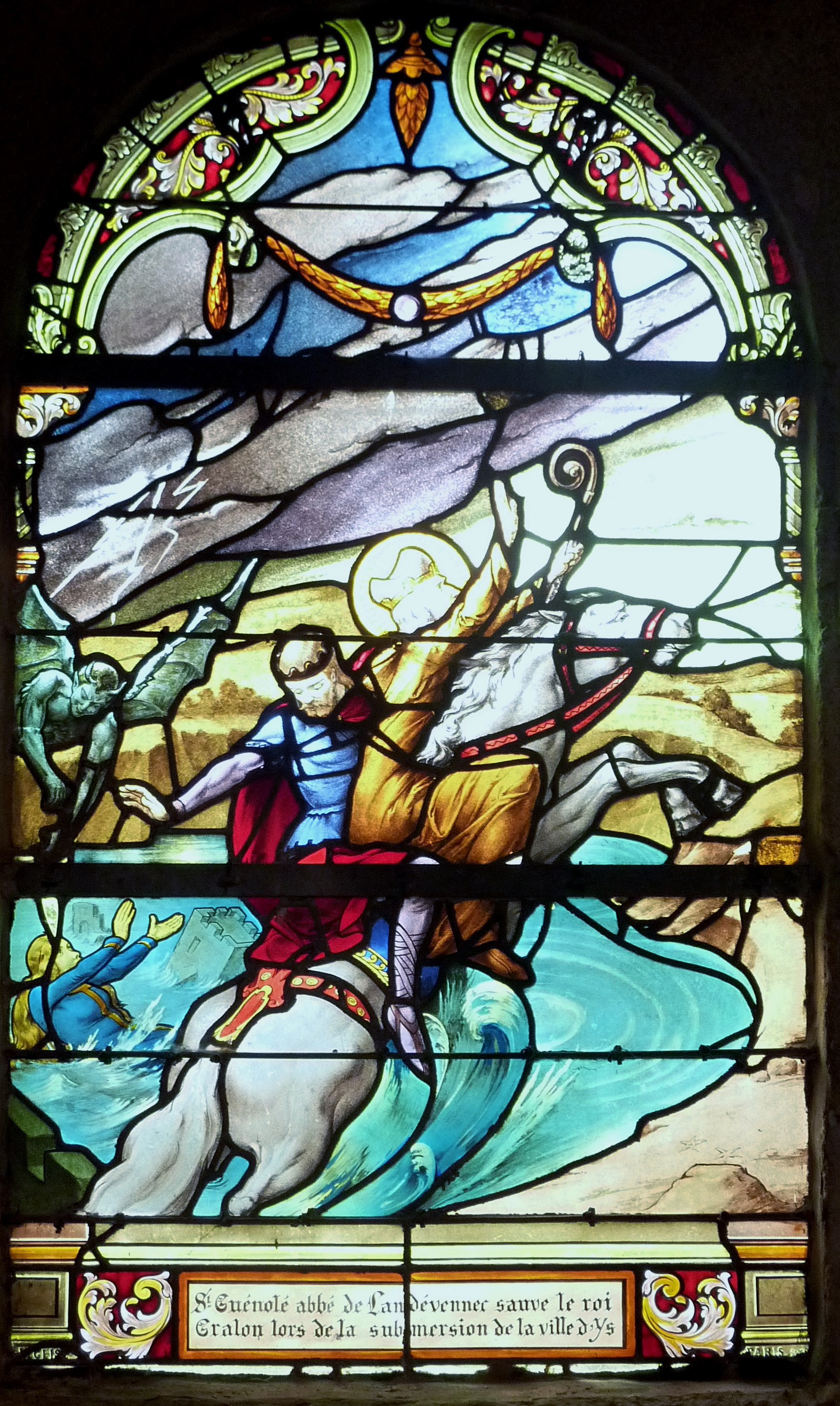
Vitrail représentant « Saint Guénolé, abbé de Landévennec, sauvant le roi Gradlon lors de la submersion de la ville d'Ys ».
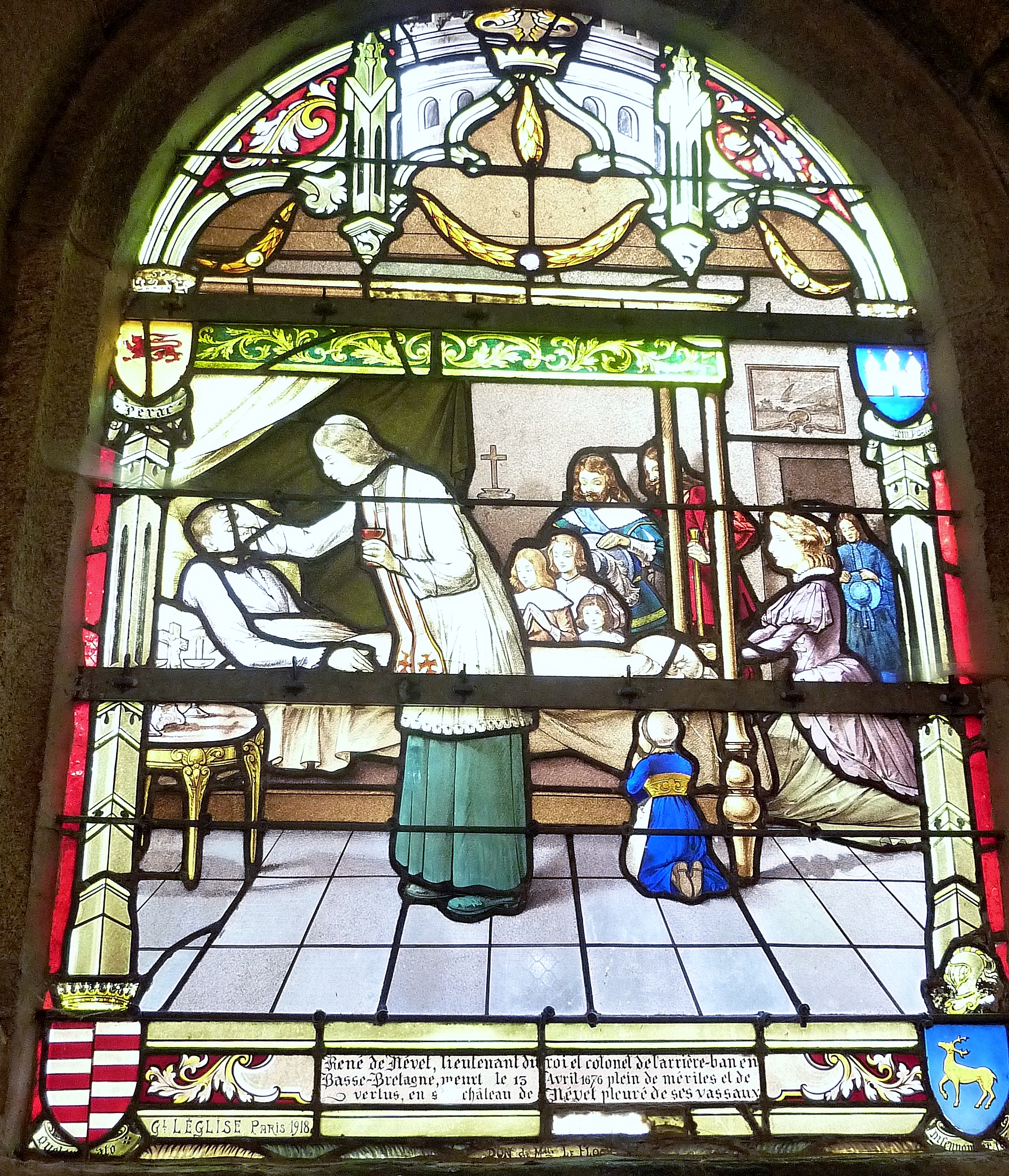
Vitrail de Gabriel Léglise représentant la mort de René II de Névet le 13 avril 1676.
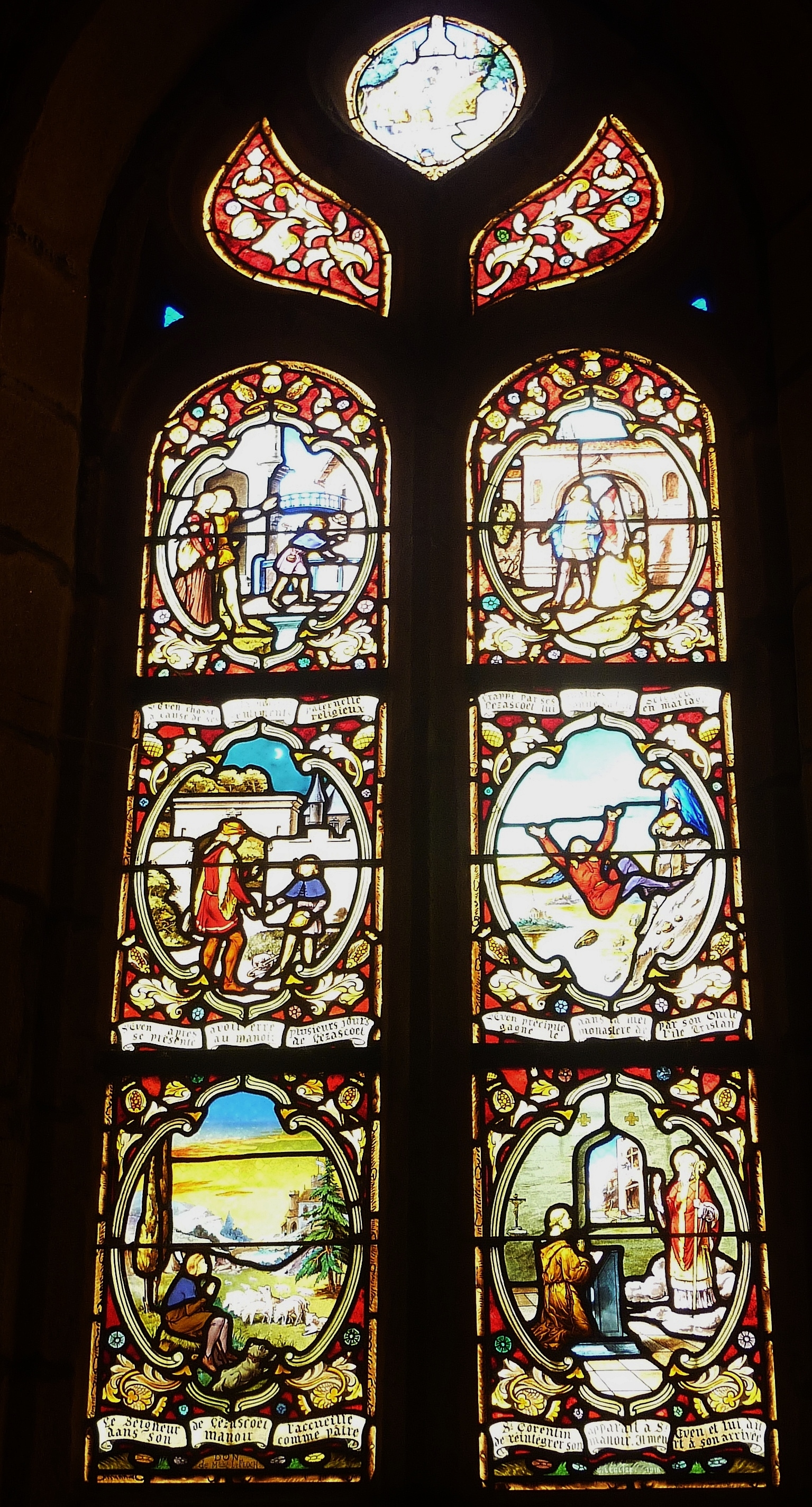
L'église paroissiale Saint-Germain : vitrail de Gabriel Léglise représentant la vie légendaire de saint Even.
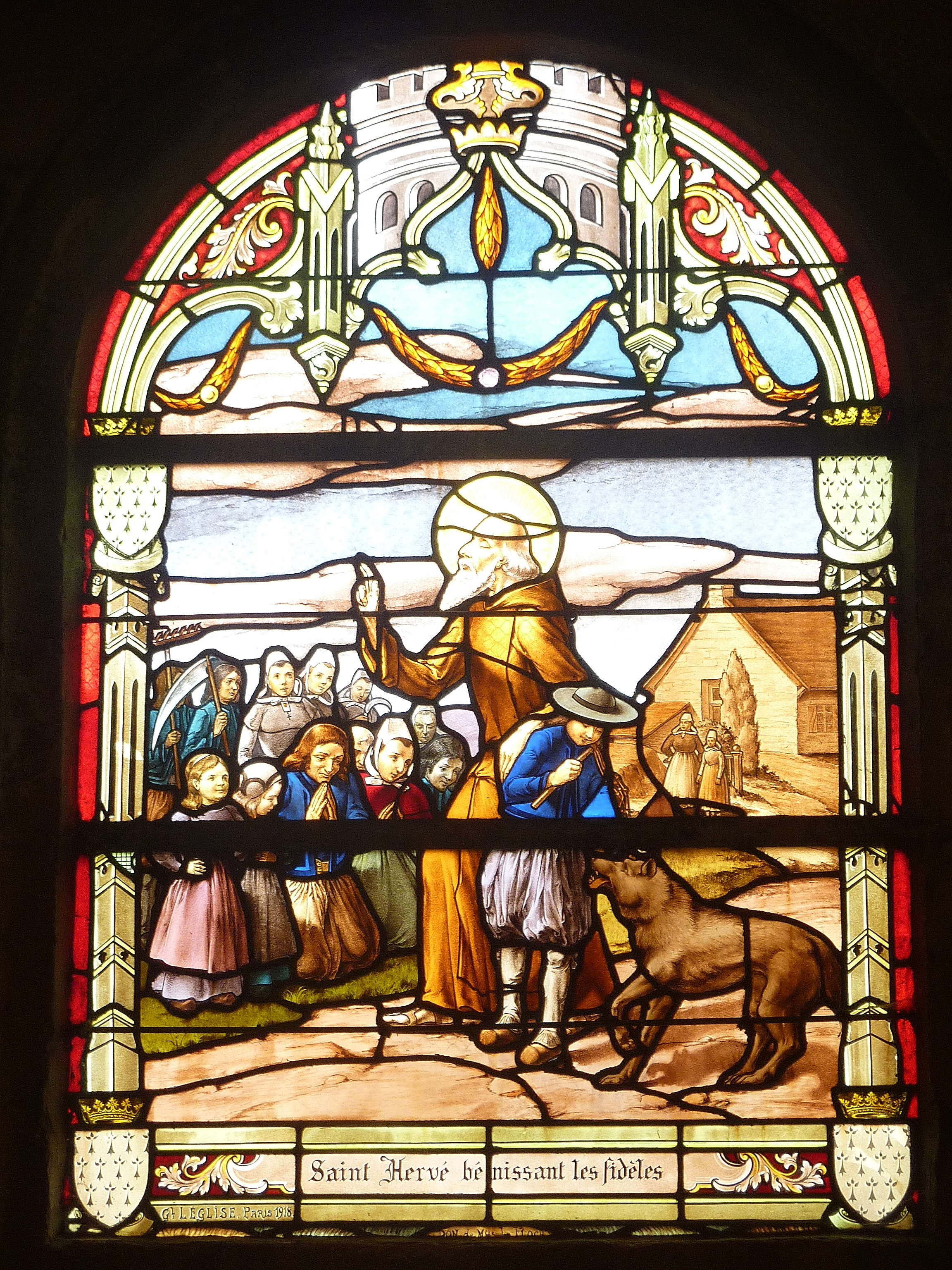
L'église paroissiale Saint-Germain : vitrail de Gabriel Léglise représentant « saint Hervé bénissant les fidèles ».
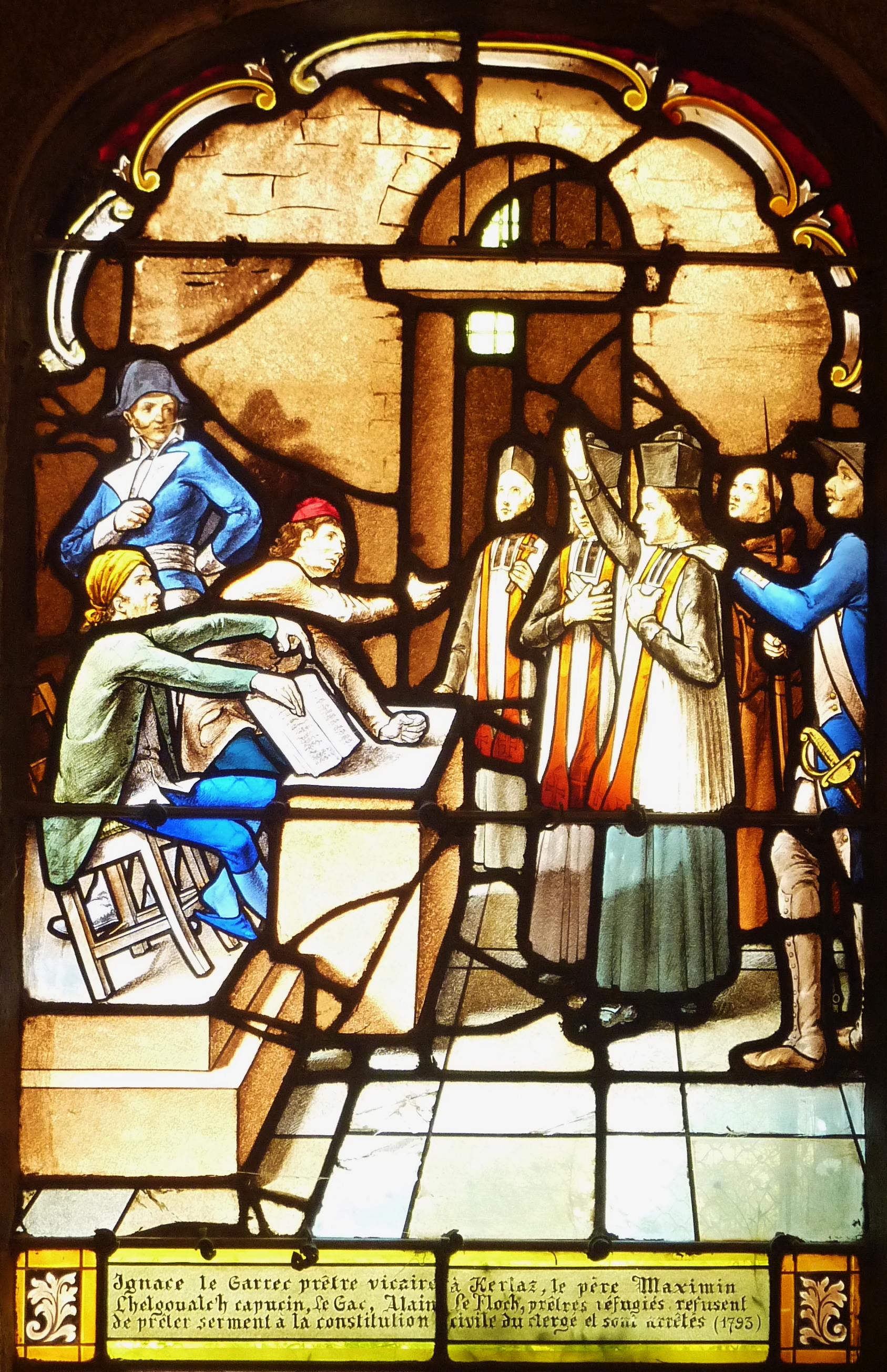
L'église paroissiale Saint-Germain : vitrail de Gabriel Léglise représentant l'arrestation d'Ignace Le Garrec, Maximin L'Helgouarc'h, Charles Le Gac et Alain Le Floc'h en 1793.

Jean-Marie Abgrall l'a décrite en ces termes :

« Elle est toute modeste cette église de village, dédiée à saint Germain d'Auxerre, et cependant elle a un petit air pimpant avec son clocher gothique, accompagné de deux tourelles aux pyramides aiguës, avec son joli porche gothique et l'ossuaire qui l'avoisine, sans compter le petit arc de triomphe, daté de 1558, qui forme l'entrée du cimetière. Le clocher porte la date de 1660, , la tourelle sud celle de 1671. À l'intérieur du porche, on lit en lettres gothiques le nom de Philibert. Sur le socle de l'Ecce Homo, dans le transept sud, est la date de 1569 ; aux fonts baptismaux, 1567 ; sur la croix du cimetière : Hierosiem. Le Carof. 1645. »

En 1857, Édouard Vallin avait visité Kerlaz et précisait alors que la porte de l'église portait l'inscription « J. Lucas, 1630 » et que le calvaire du cimetière en portait une autre « Hierosme Le Caro fecit 1641 ». Il évoque aussi « un puits curieux » qui porte la date de 1739.
- La fontaine Saint-Germain et son ancien lavoir :

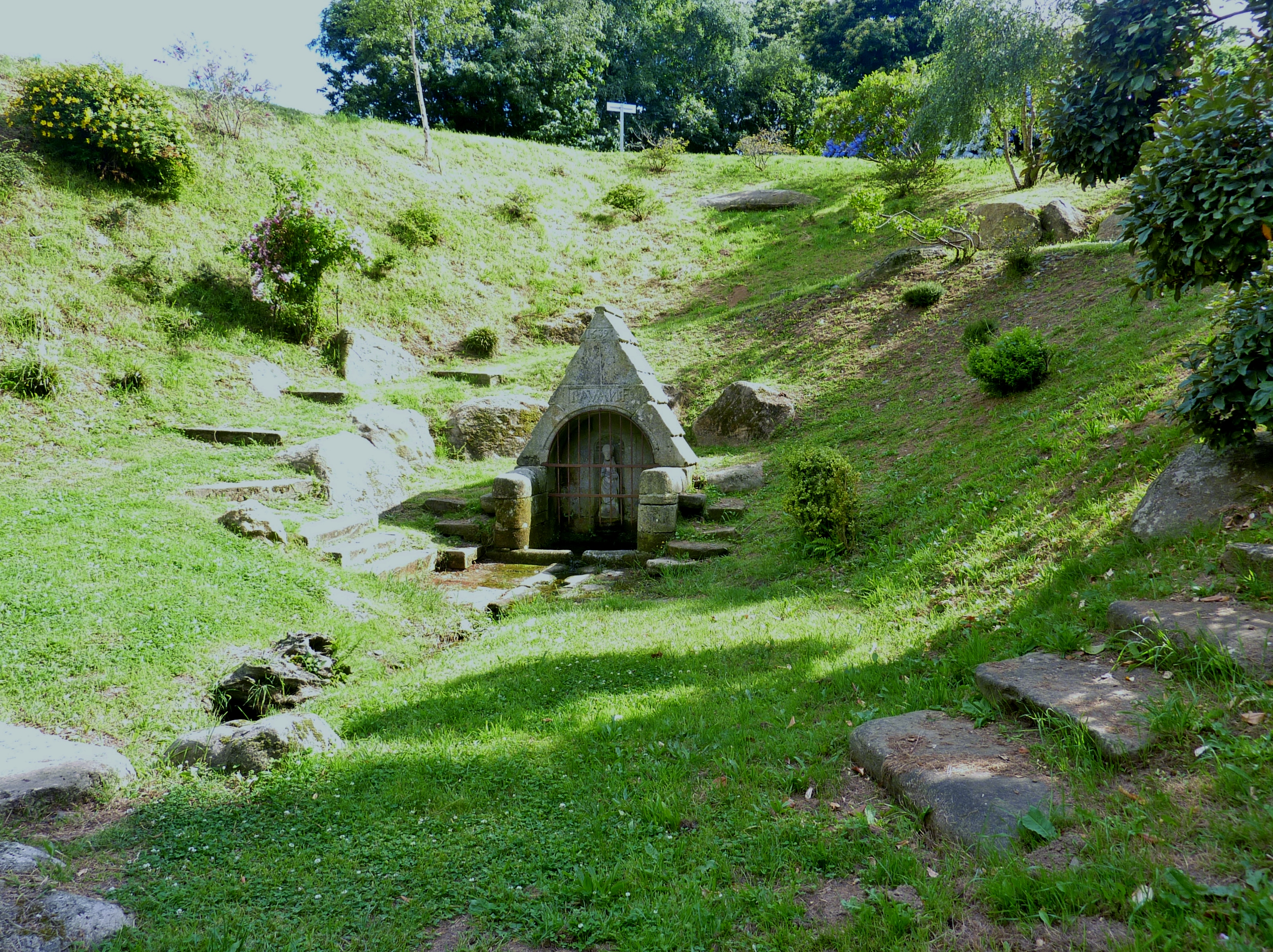
Kerlaz : la fontaine Saint-Germain, vue d'ensemble du site.
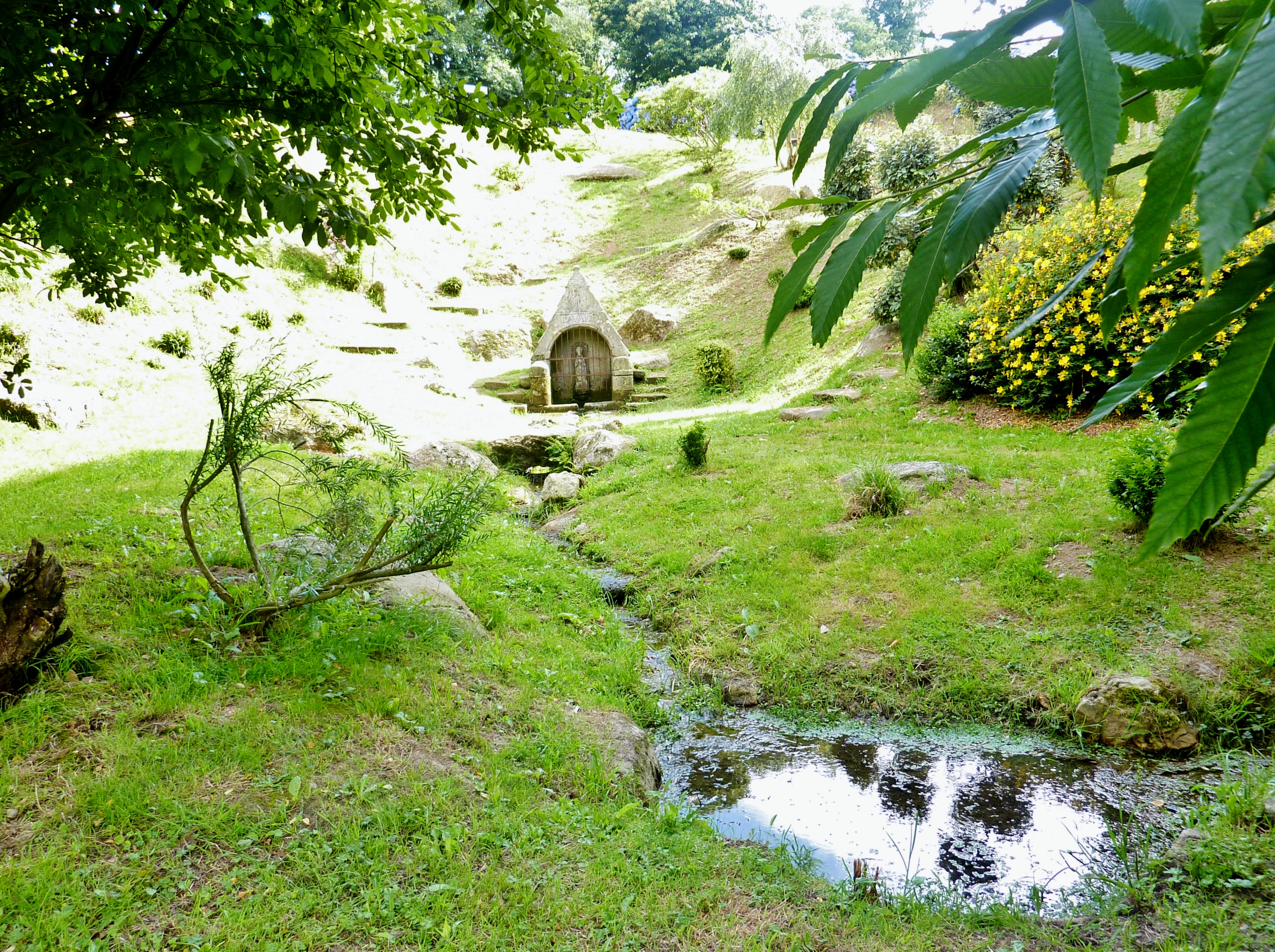
Kerlaz : la fontaine Saint-Germain et, au premier plan, l'ancien lavoir.
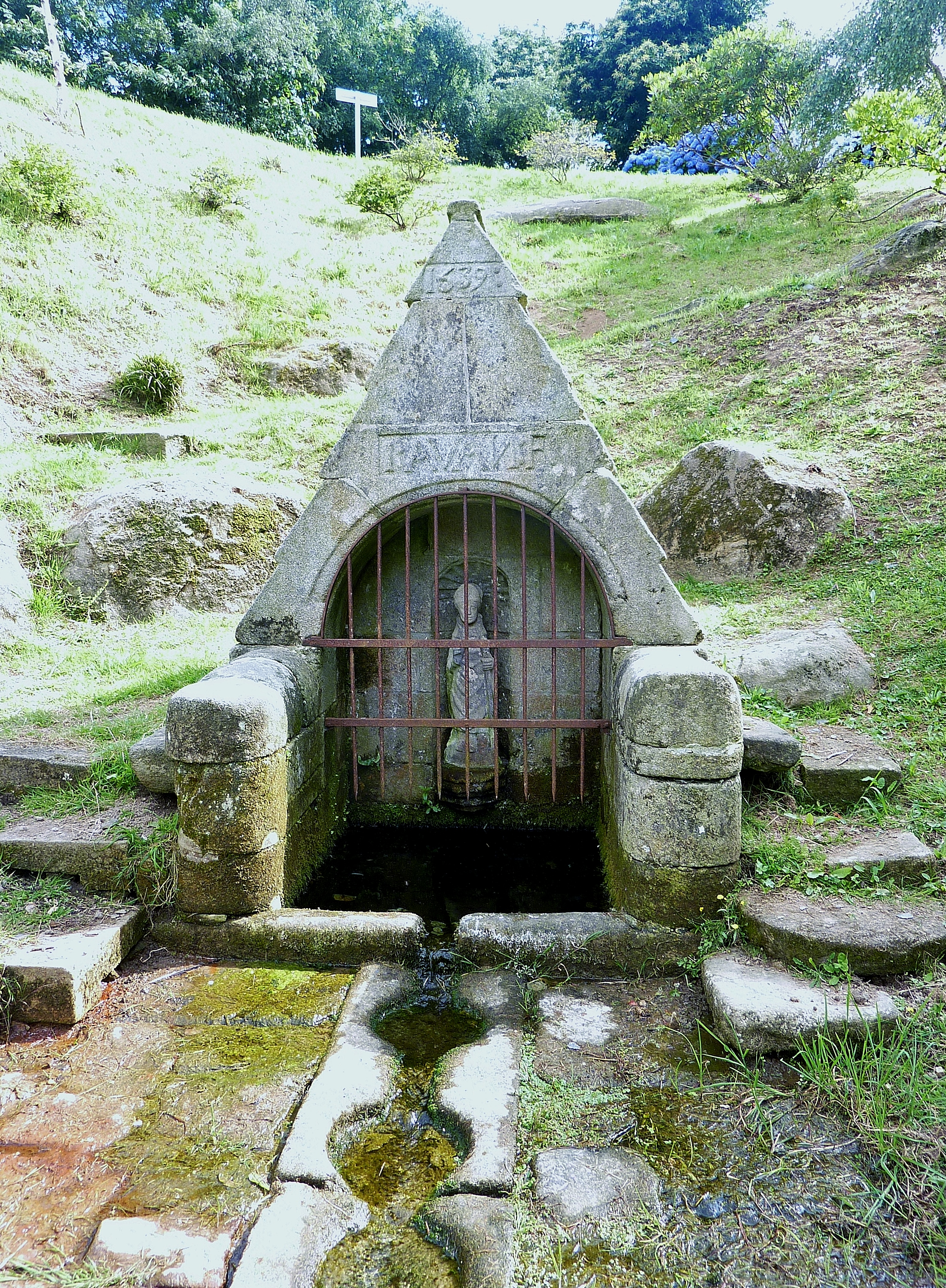
Kerlaz : la fontaine Saint-Germain vue de près.